# Rungroj Thainiyom
Rungroj Thainiyom (thailändisch รุ่งโรจน์ ไทยนิยม, RTGS Rungrot Thainiyom; * 16. Dezember 1986 in Bangkok) ist ein thailändischer Para-Tischtennisspieler, der mit einer Muskeldystrophie zur Welt kam. Er wurde fünfmal Asienmeister im Einzel, zweimal Asienspielesieger und gewann die Paralympischen Spiele 2012. Er ist Rechtshänder und verwendet die vor allem in Europa verbreitete Shakehand-Schlägerhaltung.

## Titel und Erfolge im Überblick

### Paralympische Spiele
- 2012 in London: Gold in der Einzelklasse 6
- 2016 in Rio de Janeiro: Bronze in der Einzelklasse 6
- 2024 in Paris: Silber in der Einzelklasse 6, Silber in der Doppelklasse 14

### Asienmeisterschaften
- 2005 in Kuala Lumpur: Gold in der Einzelklasse 6
- 2007 in Seoul: Gold in der Einzelklasse 6
- 2009 in Amman: Gold in der Einzelklasse 6, Silber in der Mannschaftsklasse 6–7
- 2013 in Peking: Silber in der Einzelklasse 6, Bronze in der Mannschaftsklasse 6–7
- 2015 in Amman: Gold in der Einzelklasse 6, Silber in der Mannschaftsklasse 6–7
- 2019 in Taichung: Gold in der Einzelklasse 6, Bronze in der Mannschaftsklasse 6–7

### Asienspiele
- 2010 in Guangzhou: Silber in der Einzelklasse 6–7
- 2014 in Incheon: Silber in der Einzelklasse 6, Bronze in der Mannschaftsklasse 6–7
- 2018 in Jakarta: Gold in der Einzelklasse 6, Gold in der Doppelklasse 6–7

### Weltmeisterschaften
- 2014 in Peking: Bronze in der Einzelklasse 6
- 2017 in Bratislava: Silber in der Mannschaftsklasse 7
- 2018 in Lasko: Bronze in der Einzelklasse 6